# Bennwihr
Bennwihr [bɛnviʁ]  est une commune française située dans la circonscription administrative du Haut-Rhin et, depuis le 1er janvier 2021, dans le territoire de la Collectivité européenne d'Alsace, en région Grand Est.
Cette commune se trouve dans la région historique et culturelle d'Alsace.
Ses habitants sont appelés les Bennwihriens et les Bennwihriennes.

Chaque village alsacien a également son sobriquet. Ainsi les habitants de Bennwihr sont aussi surnommés Mondfanger.

## Géographie

### Localisation
Bennwihr se situe à 8 km au nord - nord-ouest de Colmar. À 203 mètres d'altitude, au pied de l'escarpement de failles constitués par l'affaissement de la plaine d'Alsace à l'ère tertiaire, Bennwihr est sur la transition formée par les collines calcaires sous-vosgiennes qui plongent sous les couches mio-pliocènes de la plaine. Par endroits, le terrain de la commune est couvert de cailloutis (qui emmagasinent la chaleur) et de sables granitiques et gréseux provenant du cône de déjection de la Weiss et de la Fecht.
|  |

C'est une des 188 communes du parc naturel régional des Ballons des Vosges.
| Mittelwihr | Beblenheim | Ostheim |
|            | Bennwihr   | Houssen |
| Sigolsheim |            | Colmar  |

### Hydrographie

#### Réseau hydrographique
La commune est dans le bassin versant du Rhin au sein du bassin Rhin-Meuse. Elle est drainée par la Fecht et le Sambach,.
La Fecht, d'une longueur de 49 km, prend sa source dans la commune de Metzeral et se jette  dans l'Ill à Illhaeusern, après avoir traversé 19 communes. Les caractéristiques hydrologiques de la Fecht sont données par la station hydrologique située sur la commune. Le débit moyen mensuel est de 6,03 m3/s. Le débit moyen journalier maximum est de 150 m3/s, atteint lors de la crue du 31 mars 1962. Le débit instantané maximal est quant à lui de 130 m3/s, atteint le 6 décembre 1965.

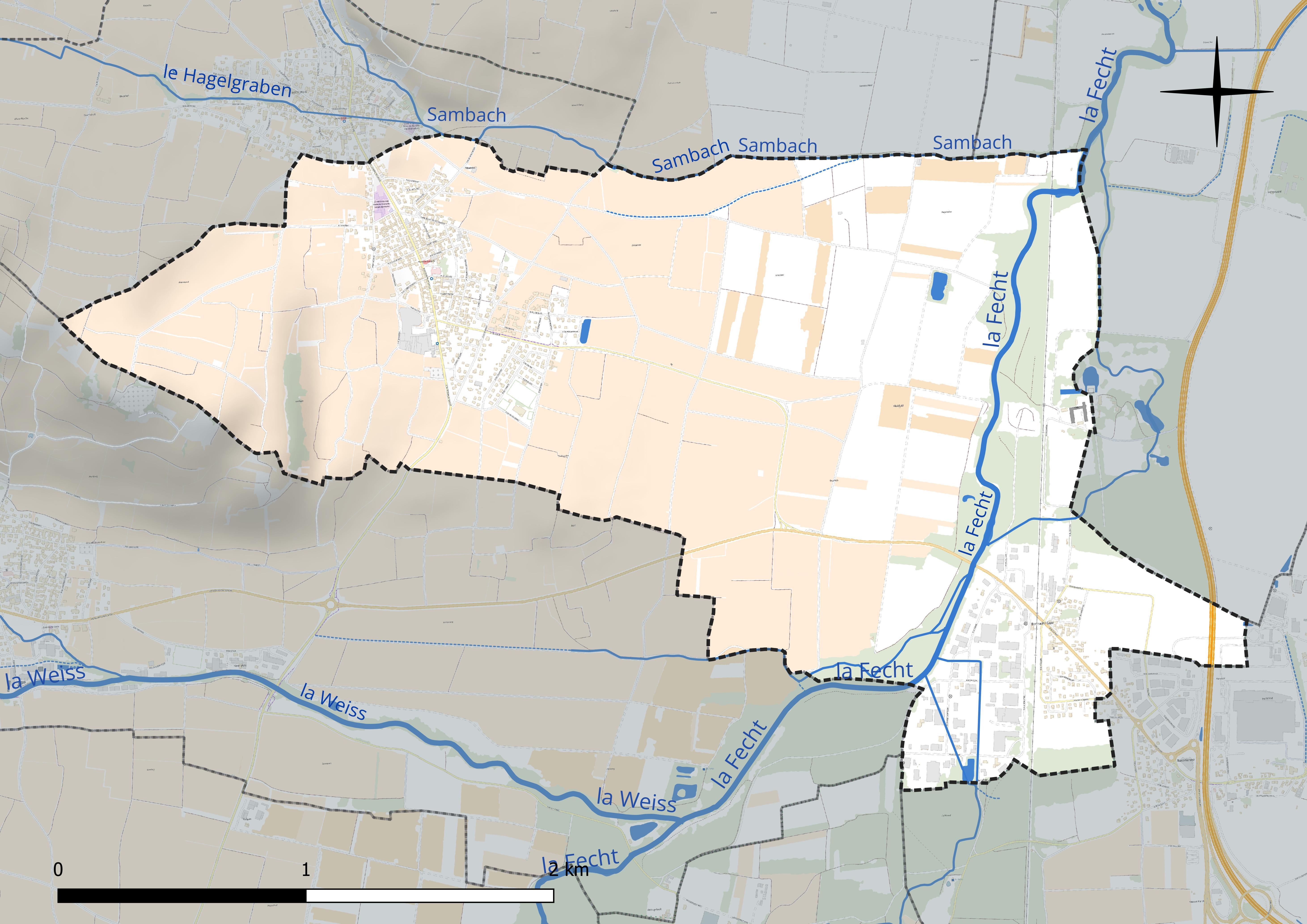
Réseau hydrographique de Bennwihr.

Le Sambach, d'une longueur de 11 km, prend sa source dans la commune de Riquewihr et se jette  dans la Fecht à Ostheim, après avoir traversé six communes. 

#### Gestion et qualité des eaux
Le territoire communal est couvert par le schéma d'aménagement et de gestion des eaux (SAGE) « Ill Nappe Rhin ». Ce document de planification concerne la nappe phréatique rhénane, les cours d'eau de la plaine d'Alsace et du piémont oriental du Sundgau, les canaux situés entre l'Ill et le Rhin et les zones humides de la plaine d'Alsace. Le périmètre s’étend sur 3 596 km2. Il a été approuvé le 17 janvier 2005. La structure porteuse de l'élaboration et de la mise en œuvre est la région Grand Est. 
La qualité des cours d’eau peut être consultée sur un site dédié géré par les agences de l’eau et l’Agence française pour la biodiversité. 

### Climat
Pour des articles plus généraux, voir Climat du Grand Est et Climat du Haut-Rhin.
En 2010, le climat de la commune est de type climat océanique dégradé des plaines du Centre et du Nord, selon une étude du Centre national de la recherche scientifique s'appuyant sur une série de données couvrant la période 1971-2000. En 2020, Météo-France publie une typologie des climats de la France métropolitaine dans laquelle la commune est exposée à un climat semi-continental et est dans une zone de transition entre les régions climatiques « Vosges » et « Alsace ». 
Pour la période 1971-2000, la température annuelle moyenne est de 10,6 °C, avec une amplitude thermique annuelle de 17,8 °C. Le cumul annuel moyen de précipitations est de 632 mm, avec 8,7 jours de précipitations en janvier et 8,9 jours en juillet. Pour la période 1991-2020, la température moyenne annuelle observée sur la station météorologique de Météo-France la plus proche, « Ribeau. - Verre », sur la commune de Ribeauvillé à 6 km à vol d'oiseau, est de 10,3 °C et le cumul annuel moyen de précipitations est de 994,9 mm. 
La température maximale relevée sur cette station est de 36,2 °C, atteinte le 25 juillet 2019 ; la température minimale est de −18,8 °C, atteinte le 20 décembre 2009,,. 
Les paramètres climatiques de la commune ont été estimés pour le milieu du siècle (2041-2070) selon différents scénarios d'émission de gaz à effet de serre à partir des nouvelles projections climatiques de référence DRIAS-2020. Ils sont consultables sur un site dédié publié par Météo-France en novembre 2022.

## Urbanisme

### Typologie
Au 1er janvier 2024, Bennwihr est catégorisée petite ville, selon la nouvelle grille communale de densité à sept niveaux définie par l'Insee en 2022.
Elle appartient à l'unité urbaine de Bennwihr, une agglomération intra-départementale regroupant quatre  communes, dont elle est ville-centre,,. Par ailleurs la commune fait partie de l'aire d'attraction de Colmar, dont elle est une commune de la couronne,. Cette aire, qui regroupe 95 communes, est catégorisée dans les aires de 50 000 à moins de 200 000 habitants,.

### Occupation des sols
L'occupation des sols de la commune, telle qu'elle ressort de la base de données européenne d’occupation biophysique des sols Corine Land Cover (CLC), est marquée par l'importance des territoires agricoles (75,1 % en 2018), en diminution par rapport à 1990 (76 %). La répartition détaillée en 2018 est la suivante : 
cultures permanentes (48,7 %), terres arables (26,1 %), zones urbanisées (8,8 %), forêts (8 %), zones industrielles ou commerciales et réseaux de communication (6,3 %), espaces verts artificialisés, non agricoles (1,8 %), zones agricoles hétérogènes (0,3 %). L'évolution de l’occupation des sols de la commune et de ses infrastructures peut être observée sur les différentes représentations cartographiques du territoire : la carte de Cassini (XVIIIe siècle), la carte d'état-major (1820-1866) et les cartes ou photos aériennes de l'IGN pour la période actuelle (1950 à aujourd'hui).

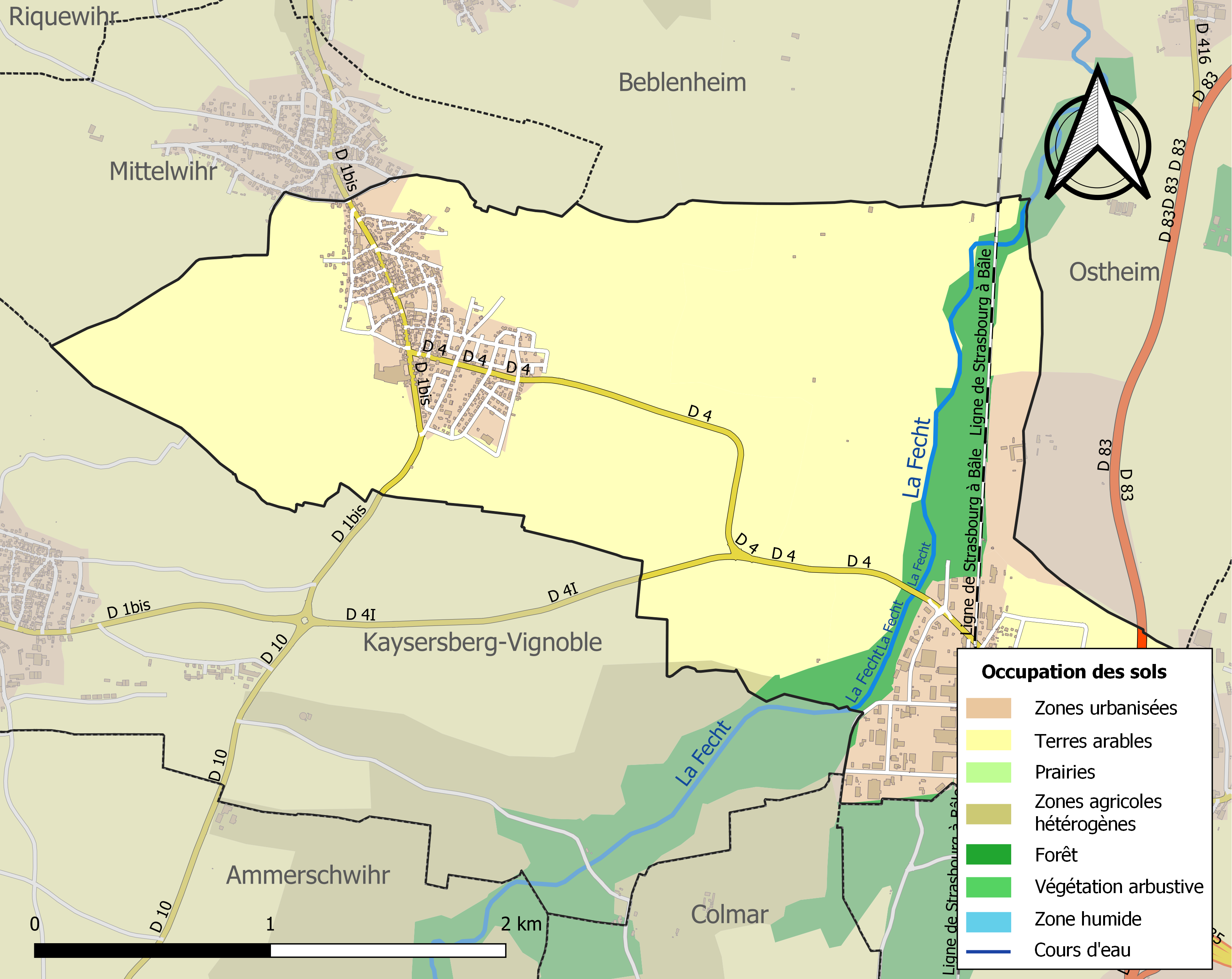
Carte des infrastructures et de l'occupation des sols de la commune en 2018 (CLC).

## Histoire

### Bennwihr au Néolithique
Le site de Bennwihr est occupé depuis le néolithique. Ainsi en 1867, non loin du domaine de Schoppenwihr,, ce sont deux sépultures qui sont découvertes, composées d'ossuaire en poterie grossière (urnes cinéraires) contenant des cendres et des débris d'os brûlés. Des bracelets, des épingles, deux ornements en forme d'S, une faucille, des grains de collier en ambre étaient présents dans ces sépultures, de nombreux objets avaient été brisés intentionnellement. En 1908, une cachette est découverte renfermant 16 outils de pierre, plus un morceau d'agate, provenant des environs. Parmi les outils se trouvaient une magnifique hache de jadéite de 24 centimètres de longueur et 10 de largeur, à tranchant bien aiguisé, l'autre extrémité finissant en pointe ainsi qu'une hache en chloromélanite, une en serpentine et deux ciseaux.  Huit pièces étaient inachevées. Près de cette cachette se situait un fond de cabane avec des tessons et des débris de lehm durcis par le feu. L'ensemble de ces découvertes parait dater de la période du Hallstatt.

### Bennwihr à l'époque romaine
Un dénommé « Bebo » aurait érigé son domaine aux abords de la vieille voie celtique.

La voie romaine qui remplaça la voie celtique est encore reconnaissable en plusieurs points. De même, un chemin d'ordre secondaire qu'une vieille tradition appelle « Römerweg » partait à l'est de Sigolsheim et traversait Bennwihr pour rejoindre Ribeauvillé.

### Bennwihr du Moyen Âge à la Révolution
Dans le testament de l'Abbé de Saint-Denis, Fulrad, en 777, Bennwihr apparaît sous le nom de « Bebonovillare ». 

Au XIe siècle, Bennwihr, propriété de l'Evêque de Strasbourg, fait partie de la Seigneurie de Riquewihr et est donné en fief aux Comtes de Horbourg. 

Au début du XIVe siècle, le village de Katzenwangen va se confondre avec le village de Bennwihr. L'Abbaye de Pairis y avait droit de patronage et en percevait la dîme. Lors de la fusion, elle reçoit en échange un tiers de la dîme de Bennwihr. L'église de Katzenwagen était dédiée à Saint-Séverin et Érasme. Ce dernier était invoqué contre les maux de ventre et la paroisse était devenue le lieu d'un pèlerinage en l'honneur du Saint-Chrême. La chapelle fut restaurée en 1774 et définitivement abandonnée à la Révolution.

En 1324, Buchard II et Gauthier IV de Horbourg, sans descendance, vendent leurs biens à leur cousin Ulrich III de Würtemberg. L'évêque de Strasbourg, Berthold II de Buchek, lésé par cette vente descend jusqu'à Ostheim avec son armée pour réclamer ses fiefs. Le duc de Wurtemberg, préférant la paix à la guerre, restitue à Berthold II tout ce qui relevait de l'Evêché de Strasbourg contre soixante marcs d'argent. Bennwihr est alors dans le bailliage de Zellenberg. L'Evêque confie à nouveau le fief à Burchard jusqu'à la fin de sa vie. Ce dernier ayant un fils né après ses arrangements, va tenter de récupérer ses fiefs au profit de sa descendance mais en vain. L'Église de Strasbourg concède Bennwihr et Zellenberg aux Comtes de Rappoltstein qui les acquièrent définitivement en 1434. 

Bennwihr connut plusieurs conflits locaux (1438, 1442, 1443) avant de se soulever lors de la Guerre des Paysans. Le village soumet à Ulrich de Ribeaupierre ses revendications formulées en 14 articles. Finalement le village dut payer une indemnité de 400 florins.

Au temps de la Réforme, les sécularisations n'ont pas pu se faire à Bennwihr parce que les Seigneurs de Ribeaupierre, bien que devenu protestants, n'avaient pas le "jus reformandi";   Bennwihr est resté catholique pour cette raison.

À la veille de la guerre de Trente Ans, en 1612, la Seigneurie fait passer en conseil de révision tous le hommes en âge de porter les armes.
Au début des hostilités, en 1619, quelque 800 hommes cantonnent dans les environs du village qui leur offre du vin.
En 1632, Bennwihr est pillé par les Suédois.
 En 1650, le village est victime de la peste.

Avec la fin de la lignée des Rappoltstein, le village revient à la famille de Deux-Ponts-Birkenfeld.

La famille de Deux-Ponts-Birkenfeld reste propriétaire du village de Bennwihr jusqu'à la Révolution française.

### Bennwihr au temps du Reichsland (1871 - 1918)
Après les désastres de Frœschwiller et de Reichshoffen les 5 et 6 août 1870, les troupes prussiennes et badoises investissent l'Alsace . Pour ne pas livrer leur bétail à l'ennemi, les habitants de Bennwihr le dispersent mais les Prussiens éventant la ruse le font ramasser et l'abattent sous prétexte de peste animale. Le 10 mai 1871, le traité de Francfort cède à l'Allemagne la presque totalité de l'Alsace. Quelques Bennwihriens optent pour la France et le village passe de 1 017 habitants en 1871 à 989 en 1875.
Le 12 décembre, une nouvelle municipalité est mise en place sous la direction d'Auguste Eschbach qui fera rénover le presbytère, la mairie et les écoles en 1875. Bennwihr a alors une école mixte tenue par une sœur de la Divine Providence de Ribeauvillé, une école de garçons tenue par un laïc et deux écoles de filles tenues par des religieuses. En 1875 est également créée la chorale Sainte-Cécile. En 1883, Bennwihr compte 879 catholiques pour 4 protestants et 1 anabaptiste. L'abbé Morand Keller est le curé de la paroisse de Bennwihr depuis 1849. Il va assurer sa charge trente ans puis 3 curés lui succéderont pendant le Reichsland : l'abbé Henri Heinrich de 1878 à 1897, l'abbé Georges Hell de 1897 à 1909 et l'abbé Joseph Musslin de 1909 à 1928.

Le 1er janvier 1894, Romuald Engel succède à Auguste Eschbach. La construction d'une école divise alors la communauté car la priorité du nouveau maire va plutôt à la recherche d'une source et à la pose d'une canalisation. 

En 1900, le village est électrifié.

En 1903, deux trains de marchandises se percutent près de la gare de Bennwihr endommageant trois wagons.

Le 7 octobre 1910, Jules Eschbach succède à Romuald Engel. La question de la construction de l'école reprise sans succès en 1909 est à nouveau à l'ordre du jour le 11 juin 1911. La construction est décidée le 27 juillet 1913 et la commune est autorisée à entreprendre les travaux le 13 juillet 1914 mais la déclaration de la guerre compromet le projet quinze jours plus tard.

La période du Reichsland est surtout marquée par les grandes difficultés de la viticulture.
En 1874, Bennwihr s'étend sur 617 hectares dont 189 de vignobles (31 % de sa superficie). Dans la gamme des vins supérieurs, s'y distinguent alors le riesling blanc, le traminer, le klevner blanc, rouge, gris et noir ainsi que le muscat. Les cépages de sylvaner produisent le vin ordinaire. Le rauschling est en baisse. Le trollinger est très répandu en quantité, ainsi que le knipperlé. Mais le vignoble est en crise à cause des maladies de la vigne. L'oïdium se développe ainsi que le peronospora, des vers endommagent la floraison et les baies et le phylloxéra, décelé en Alsace vers 1876, s'ajoute aux malheurs. De mauvaises conditions climatiques font chuter la production à 5 hectolitres par hectare en 1880 (70 en 1875, 35 en 1876, 40 en 1877, 37 en 1878 et 8 en 1879). La superficie viticole qui avait progressé à 192 hectares en 1893 retombe à 187 hectares en 1898.

### Bennwihr et la Grande Guerre (1914 - 1918)
Après une première offensive française en Alsace du 7 au 13 août qui avait permis d'atteindre Mulhouse, mais qui fut contrainte au repli, une seconde offensive du 14 au 22 août 1914 est décidée et a pour objectif de flanc-garder l'armée française qui opère en Lorraine contre les colonnes ennemies qui pourraient déboucher du Sundgau et la mettre en péril. Au centre, l'offensive principale d'ouest en est vise à nouveau la ville de Mulhouse (reprise le 19 août) et le Rhin. À droite, dans la région d'Altkirch est organisée la couverture face au sud de l'offensive principale. À gauche, les troupes ont pour objectif général Colmar pour couper la retraite aux Allemands dans cette direction, afin que l'adversaire n'ait d'autre issue que la frontière suisse ou le passage du fleuve. 
C'est à cet effet, qu'au nord de l'offensive les 13e et 30e bataillons de chasseurs alpins marchent sur Colmar en descendant la Fecht. Les Allemands stationnent eux à Ribeauvillé d'où ils opèrent des reconnaissances alentour. Des chasseurs alpins entrent dans Bennwihr et commencent à scier un poteau qu'ils croient téléphonique. Les villageois appellent à leur rescousse Alphonse Graff, un des rares Bennwihriens sachant le français qui peut expliquer aux soldats qu'il s'agit d'un poteau électrique. Les soldats stoppent l'abattage et le forgeron du village réalise une jambe de force pour sauver le poteau, mais le vestige de cette unique incursion française à Bennwihr disparaitra avec les destructions de 1944. Le lendemain, les Allemands investissent le village et organisent un réseau de défense à sa proximité face à l'ouest. Les Français quittent les coteaux et le front se stabilise sur les crêtes des Vosges.

À proximité du village se dresseront  un camp de militaires allemands et un camp de prisonniers pendant toute la durée de la guerre.
Bennwihr va perdre 24 de ses enfants au cours de la guerre.

### Bennwihr dans l'entre-deux-guerres (1918 - 1939)
Le retour de Bennwihr à la France dans l'enthousiasme populaire ne résout pas les difficultés apparues sous le Reichsland. La population continue de décroitre (990 habitants en 1910, 861 en 1921) et le vignoble reste fragile (phylloxéra et ver de la grappe).

En janvier 1920, César Burlen succède à Jules Eschbach et assure la transition comme maire de la commune. Le 22 juin 1923, Charles Becker devient maire.

En 1924, le projet de l'école est à nouveau mis à l'ordre du jour. Finalement, les travaux débutent le 7 novembre 1935 et l'école sera inaugurée le 22 novembre 1936.

À la paroisse, au père joseph Musslin succède l'abbé Paul Kuentz en 1927, lui-même remplacé en 1935 par l'abbé Jean-Baptiste Lemblé.

Le 27 mai 1930, une fanfare est créée par le curé Paul Kuentz sous le titre de « La Bienfaisance ».

Sur le recensement de 1936, on dénombre à Bennwihr 201 maisons, 224 ménages, 866 habitants dont 8 étrangers, 5 maisons inhabitées et 3 démolies.

### Bennwihr dans la Seconde Guerre mondiale (1939 - 1945)
En 1939, Bennwihr est à l'abri de la ligne Maginot. Le village héberge un centre mobilisateur qui devient un dépôt de matériels au profit d'un groupe d'artillerie. Il sert également de cantonnement à plusieurs unités françaises engagées dans la garde du Rhin. 

Le 15 juin 1940, les Allemands lancent l'opération Kleiner Bär, franchissent le Rhin et percent la ligne de défense à Marckolsheim. Le 16 juin, les autorités françaises demandent à tous les hommes valides de 15 à 55 ans de se présenter à Belfort. Mais, le 17 juin, les Allemands entrent dans Bennwihr. Originaire du village, l'abbé André Kunegel, vicaire à Colmar et officier de réserve en service au 28e régiment d'infanterie de forteresse, est tué le 21 juin 1940 alors qu'il combat avec les restes de la 104e DIF revenue de la plaine d'Alsace pour verrouiller plusieurs vallées vosgiennes.
La France vaincue et l'Alsace rattachée au pays de Bade pour former le Gau Oberrhein, la germanisation est lancée. Cette germanisation se double d'une volonté de nazification de la population. L'appareil national-socialiste est donc mis en place avec l'installation d'un Ortsgruppenstab chargé de la formation, de l'organisation et de la propagande nazies dans le village. Un arrêté du 16 janvier 1941 ordonne le recensement de tous les animaux de la ferme à des fins de réquisition. Chaque foyer a obligation d'acquérir un drapeau à croix gammée et d'en pavoiser le village à chaque manifestation. Le 8 mai 1941, le Reichsarbeitsdienst (R.A.D.) est rendu obligatoire par une ordonnance du Gauleiter Robert Wagner. Mais les Bennwihriens ne se laissent pas pour autant séduire ou entrainer par la doctrine nazie. Ainsi, les affiches « Parole der Woche » (slogan de la semaine) mises en place par l'office central de la propagande du parti nazi sont régulièrement arrachées de leur support, une banderole hitlérienne est également déchirée et le 14 juillet 1941, un drapeau français est accroché sur le grand châtaignier de la place des fêtes. Des villageois participent activement à l'exfiltration de prisonniers français évadés de Stalag.
Le 1er novembre 1941, les villages de Bennwihr et de Mittelwihr sont fusionnés sous le nom de Bennweier et Charles Greiner y est imposé par l'administration allemande comme Bürgermeister (maire).

Les premiers résistants sont arrêtés et emprisonnés au camp de Schirmeck. Le 25 août 1942, le service militaire obligatoire des jeunes Alsaciens dans la Wehrmacht est décrétée par le Gauleiter. Au total, 83 Bennwihriens des classes 1915 à 1926 sont ainsi incorporés de force (Malgré-nous). 14 d'entre eux (16,87 %) y laisseront la vie.
Le 28 octobre 1943, la Gestapo emmène une famille bennwihrienne, Joseph et Eugènie Graff et leur fille Anna, au camp de Schirmeck d'où ils seront déportés à Landeshut en Silésie jusqu'en avril 1944 puis transférés à Rastatt d'où ils seront libérés le 28 avril 1945.
Le 21 juin 1944, la Gestapo force l'entrée et fouille plusieurs maisons. Neuf Bennwihriens sont arrêtés, internés au camp de Schirmeck, sept seront ensuite transférés dans le camp de sécurité de Gaggenau d'où un ne reviendra pas. Durant la Seconde Guerre mondiale, Bennwihr aura au total dix-sept déportés politiques dont son ancien maire, Charles Becker, interné le 23 août 1944 à Schirmeck puis à Gaggenau d'où il rentrera en avril 1945.

Avec la nouvelle du débarquement allié, l'espoir d'une libération renaît et le curé Lemblé entonne un Te Deum aux vêpres du 15 août 1944.
Fin novembre 1944, les troupes alliées qui ont atteint le Rhin et libéré Mulhouse et Strasbourg, ont stoppé leur avance dans les Vosges. Il en résulte une poche de résistance autour de Colmar. La 36e division d'infanterie américaine s'empare de Sélestat le 2 décembre et de Ribeauvillé le 4 décembre. La poche se rétrécit et le front se situe maintenant à 3 kilomètres de Bennwihr. La 189e division d'infanterie allemande occupe le secteur. Le mardi 5 décembre 1944, vers 9 heures du matin, les premiers obus frappent Bennwihr. La population se réfugie dans les caves où la survie va s'organiser au fur et à mesure de la longueur des combats. Au bout de six jours d'offensive, les Allemands offrent de plus en plus de résistance d'autant plus qu'ils ont reçu de nombreux renforts dont des troupes SS à partir des 7 et 8 décembre. Le 13 décembre, une vigoureuse contre-offensive allemande échoue mais Bennwihr reste sur la ligne de front et demeure le théâtre de contre-attaques et de destructions considérables. Du 14 au 17 décembre, la majeure partie de la population réussit à quitter le village sous les bombardements par petits groupes vers Ingersheim puis Colmar. Le 19 décembre, la 36e division d'infanterie américaine, très fatiguée, est relevée par la 3e division d'infanterie américaine. Le 143e régiment d'infanterie U.S. avant de laisser sa place au 15e régiment d'infanterie U.S. a réussi à s'emparer des quartiers nord de Bennwihr, mais les Allemands s'accrochent au centre et au sud du village. Bennwihr est coupé en deux par la ligne de contact et subit le feu, à la fois, des artilleries alliées et allemandes. Du 20 au 22 décembre, les patrouilles du 15e R.I. US se heurtent partout à un ennemi retranché et déterminé. Une attaque en force des Américains le 23 décembre est repoussée. Une nouvelle attaque déclenchée le 24 décembre  rencontre un premier succès déterminant et peut se poursuivre méthodiquement par un nettoyage des ruines qui arrache finalement le village aux Allemands. Le calvaire de Bennwihr se poursuivra encore un mois en étant soumis au harcèlement de l'artillerie allemande. Il faudra attendre la fin de l'offensive alliée contre la poche de Colmar avec en particulier la prise de Houssen le 26 janvier 1945 et l'arrivée sur le canal de Colmar des unités alliées le 27 janvier pour que le village soit enfin à l'abri des coups. Au lendemain de la libération de Colmar (2 février 1945), la population disséminée sur 24 communes peut revenir à Bennwihr où elle découvre un immense champ de ruines jonché de cadavres.
Le village est entièrement détruit à l'exception de son monument aux morts, appelée Monument de la Fidélité. Du 6 au 22 décembre, il est déploré 20 victimes civiles. D'autres habitants seront encore victimes des mines et des munitions qui traînent çà et là, mais aussi des privations subies.
En mai 1946, les premiers baraquements d'un village provisoire sont attribués aux villageois. Les derniers sinistrés quitteront leurs baraques en septembre 1959 et la consécration  de la nouvelle église le 6 juin 1960, lundi de Pentecôte, marquera le dernier acte de la reconstruction du village.
La commune a été décorée, le 12 février 1949, de la croix de guerre 1939-1945.

## Politique et administration

### Découpage territorial
La commune de Bennwihr est membre de la communauté de communes du Pays de Ribeauvillé, un établissement public de coopération intercommunale (EPCI) à fiscalité propre créé le 30 mai 1996 dont le siège est à Ribeauvillé. Ce dernier est par ailleurs membre d'autres groupements intercommunaux.
Sur le plan administratif, elle est rattachée à l'arrondissement de Colmar-Ribeauvillé, à la circonscription administrative de l'État du Haut-Rhin, en tant que circonscription administrative de l'État, et à la région Grand Est. 
Sur le plan électoral, elle dépendait jusqu'en 2020 du  canton de Sainte-Marie-aux-Mines pour l'élection des conseillers départementaux au sein du conseil départemental du Haut-Rhin. Depuis le 1er janvier 2021, elle dépend du même canton pour l'élection des conseillers d'Alsace au sein de la collectivité européenne d'Alsace.

### Budget et fiscalité 2014
En 2014, le budget de la commune était constitué ainsi :
- total des produits de fonctionnement : 1 464 000 €, soit 1 126 € par habitant ;
- total des charges de fonctionnement : 1 096 000 €, soit 842 € par habitant ;
- total des ressources d'investissement : 532 000 €, soit 409 € par habitant ;
- total des emplois d'investissement : 453 000 €, soit 348 € par habitant ;
- endettement : 656 000 €, soit 504 € par habitant.

Avec les taux de fiscalité suivants :
- taxe d'habitation : 14,68 % ;
- taxe foncière sur les propriétés bâties : 8,70 % ;
- taxe foncière sur les propriétés non bâties : 33,18 % ;
- taxe additionnelle à la taxe foncière sur les propriétés non bâties : 50,60 % ;
- cotisation foncière des entreprises : 20,99 %.

## Population et société

### Démographie
L'évolution du nombre d'habitants est connue à travers les recensements de la population effectués dans la commune depuis 1793. Pour les communes de moins de 10 000 habitants, une enquête de recensement portant sur toute la population est réalisée tous les cinq ans, les populations de référence des années intermédiaires étant quant à elles estimées par interpolation ou extrapolation. Pour la commune, le premier recensement exhaustif entrant dans le cadre du nouveau dispositif a été réalisé en 2006.

En 2022, la commune comptait 1 335 habitants, en évolution de +1,06 % par rapport à 2016 (Haut-Rhin : +0,66 %, France hors Mayotte : +2,11 %).
| 1793 | 1800 | 1806 | 1821  | 1831  | 1836  | 1841 | 1846  | 1851  |
| ---- | ---- | ---- | ----- | ----- | ----- | ---- | ----- | ----- |
| 685  | 661  | 811  | 1 104 | 1 025 | 1 026 | 996  | 1 100 | 1 110 |

| 1856 | 1861 | 1866 | 1871  | 1875 | 1880 | 1885 | 1890 | 1895 |
| ---- | ---- | ---- | ----- | ---- | ---- | ---- | ---- | ---- |
| 975  | 965  | 990  | 1 017 | 989  | 990  | 963  | 959  | 924  |

| 1900 | 1905 | 1910 | 1921 | 1926 | 1931 | 1936 | 1946 | 1954 |
| ---- | ---- | ---- | ---- | ---- | ---- | ---- | ---- | ---- |
| 948  | 930  | 990  | 861  | 880  | 872  | 866  | 108  | 845  |

| 1962 | 1968  | 1975  | 1982  | 1990  | 1999  | 2006  | 2011  | 2016  |
| ---- | ----- | ----- | ----- | ----- | ----- | ----- | ----- | ----- |
| 925  | 1 039 | 1 197 | 1 139 | 1 003 | 1 124 | 1 274 | 1 260 | 1 321 |

| 2021  | 2022  | - | - | - | - | - | - | - |
| ----- | ----- | - | - | - | - | - | - | - |
| 1 354 | 1 335 | - | - | - | - | - | - | - |

## Culture locale et patrimoine

### Lieux et monuments

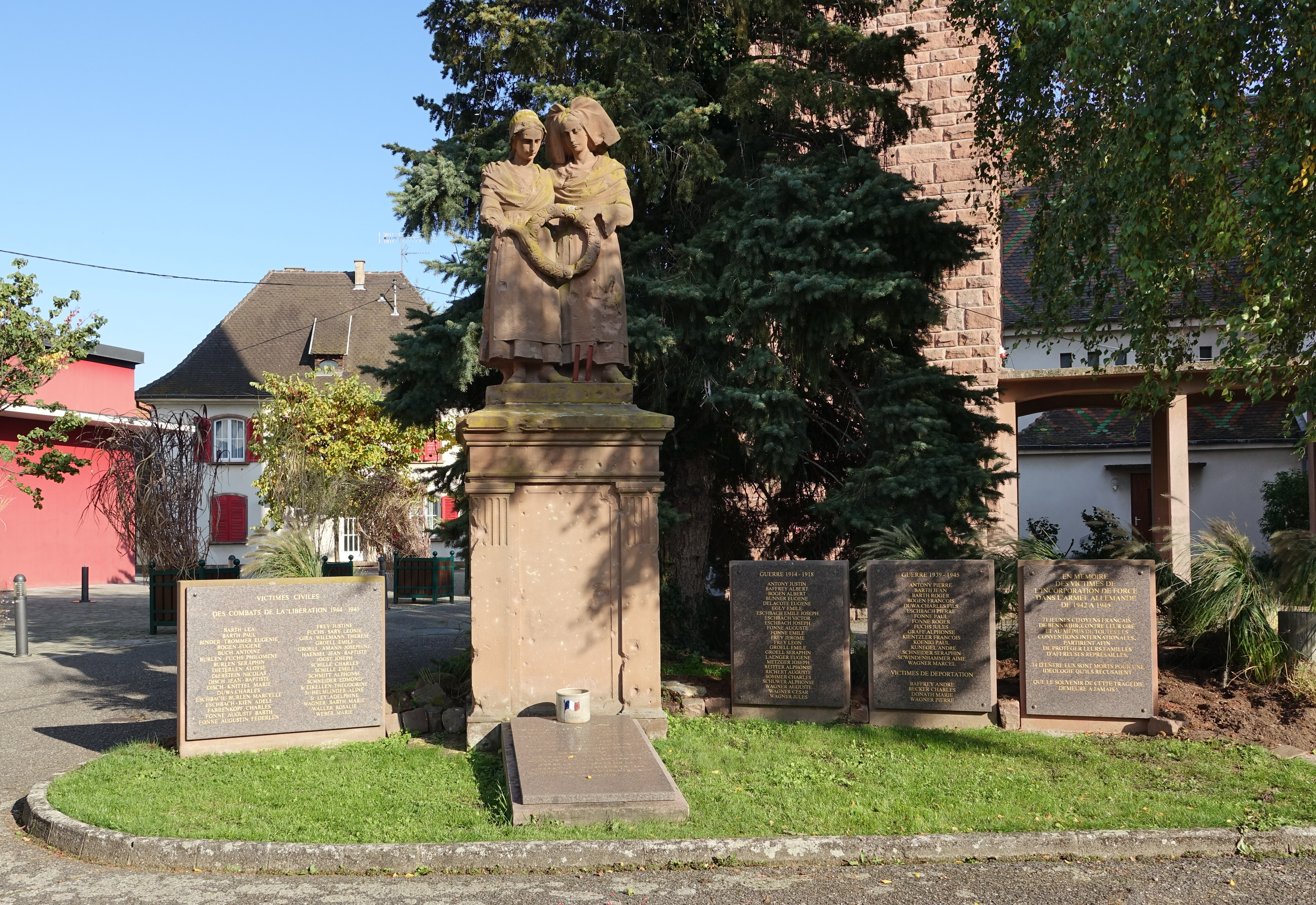
Monument de la Fidélité.

- Monument aux morts, dit « Monument de la Fidélité » et son socle, a été réalisé en 1924 par le sculpteur colmarien Charles Geiss (1880 - 1958) à la mémoire des morts de la Première Guerre mondiale et pour témoigner de l'attachement de l'Alsace et de la Lorraine à la France. Ce monument a été laissé dans son état après les combats de 1944 et 1945 qui détruisirent totalement le village. Il a été classé monument historique en 1996[83],[84].

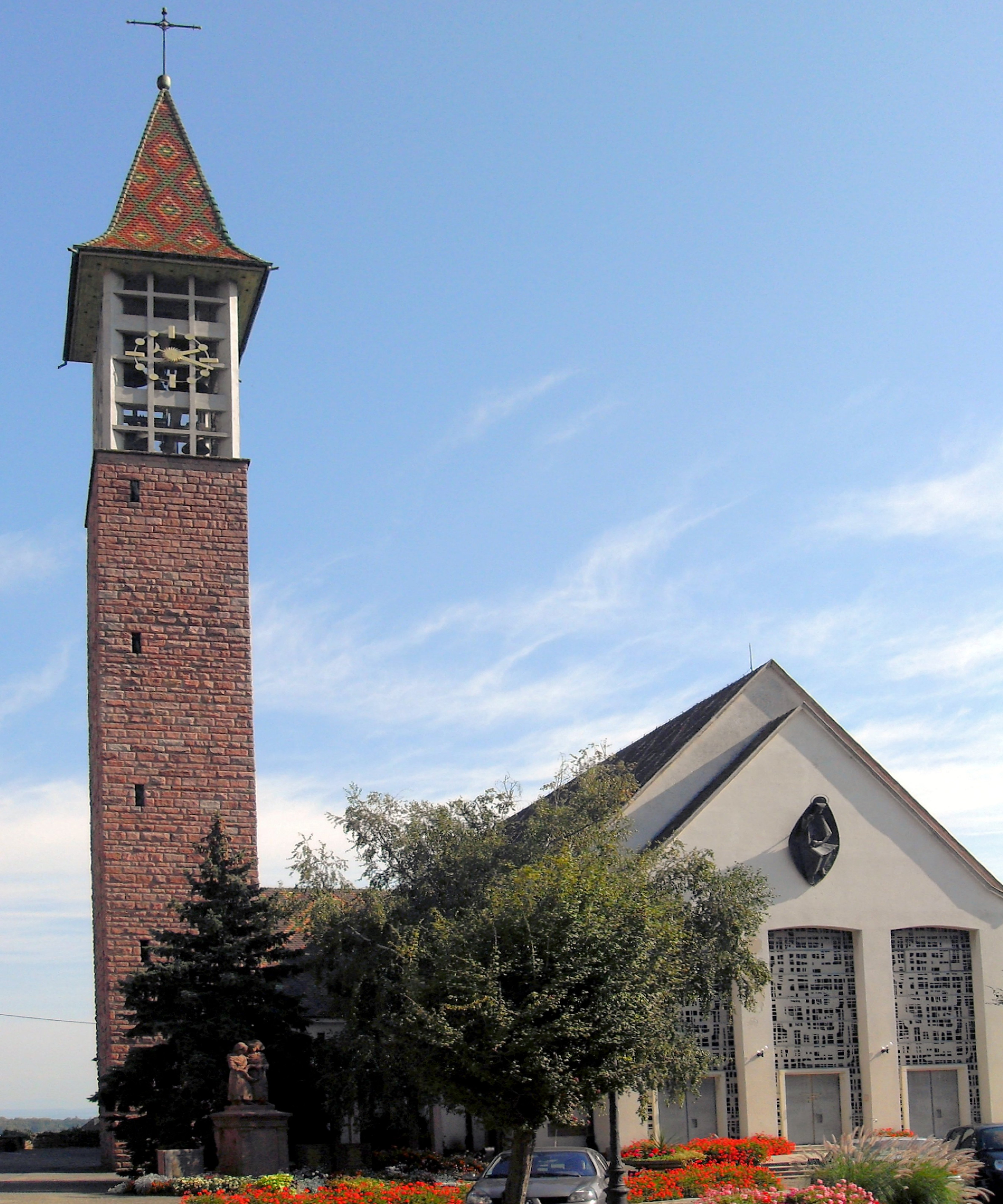
Église Saint-Pierre-et-Saint-Paul (vue de face).

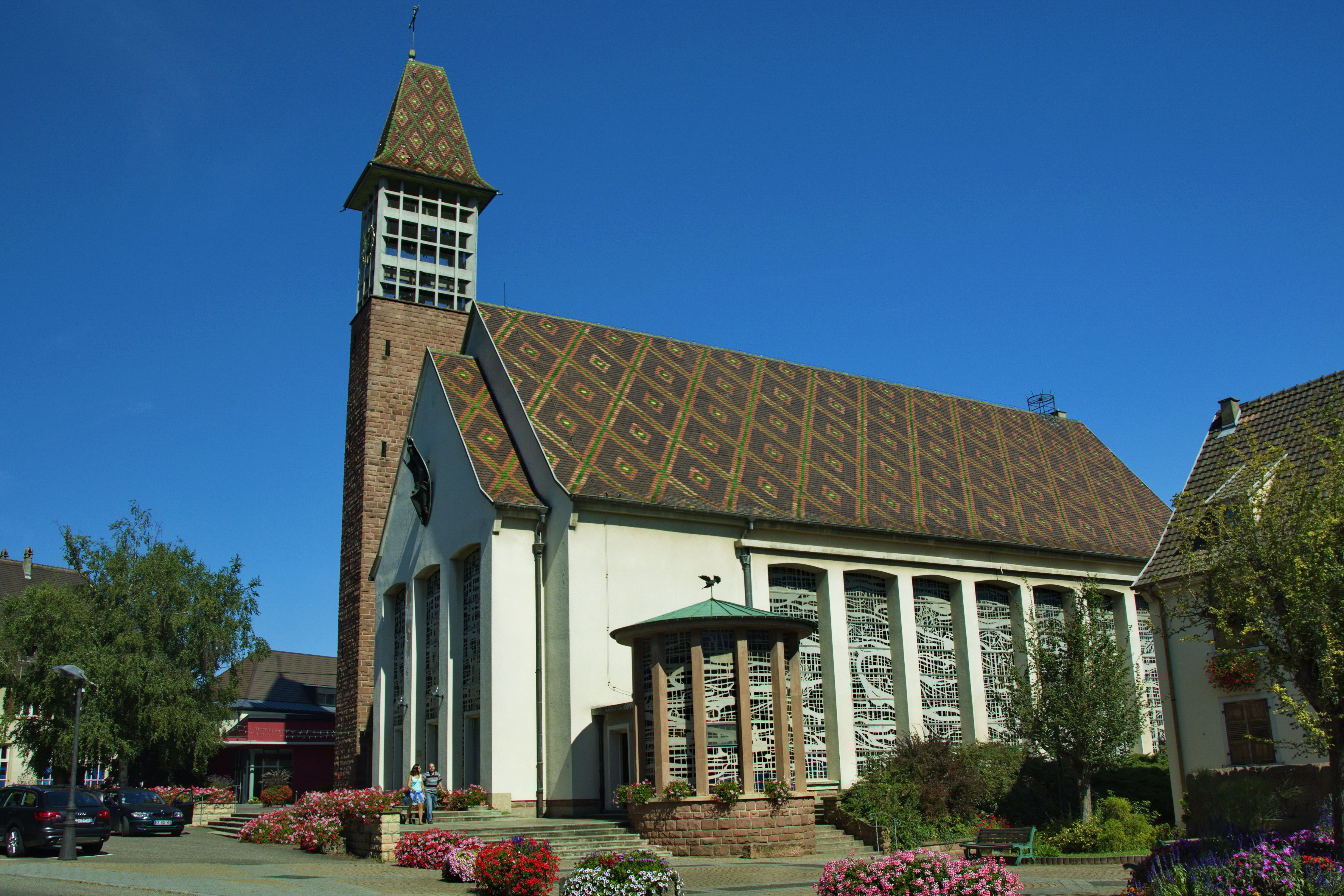
Église Saint-Pierre-et-Saint-Paul (vue latérale).

- Église Saint-Pierre-et-Saint-Paul[85],[86],[87], construite par les architectes associés Pouradier-Duteil et Pillon en 1957. Le clocher ne fut érigé qu'en 1959 et la consécration eut lieu en 1960. Les vitraux sont de Paul Martineau. L'église d'origine avait été une première fois détruite en 1498 par un incendie pour être remplacée en 1507 par une église dédiée aux Saints-Pierre-et-Paul. Après diverses restaurations du XVIIIe au XXe siècle, l'église est détruite en décembre 1944. Un calvaire et une pierre gravée 1779 ainsi qu'une croix datée de 1890 sont les seules vestiges de l'ancienne église. Ils ornent un mur extérieur de l'actuelle église.

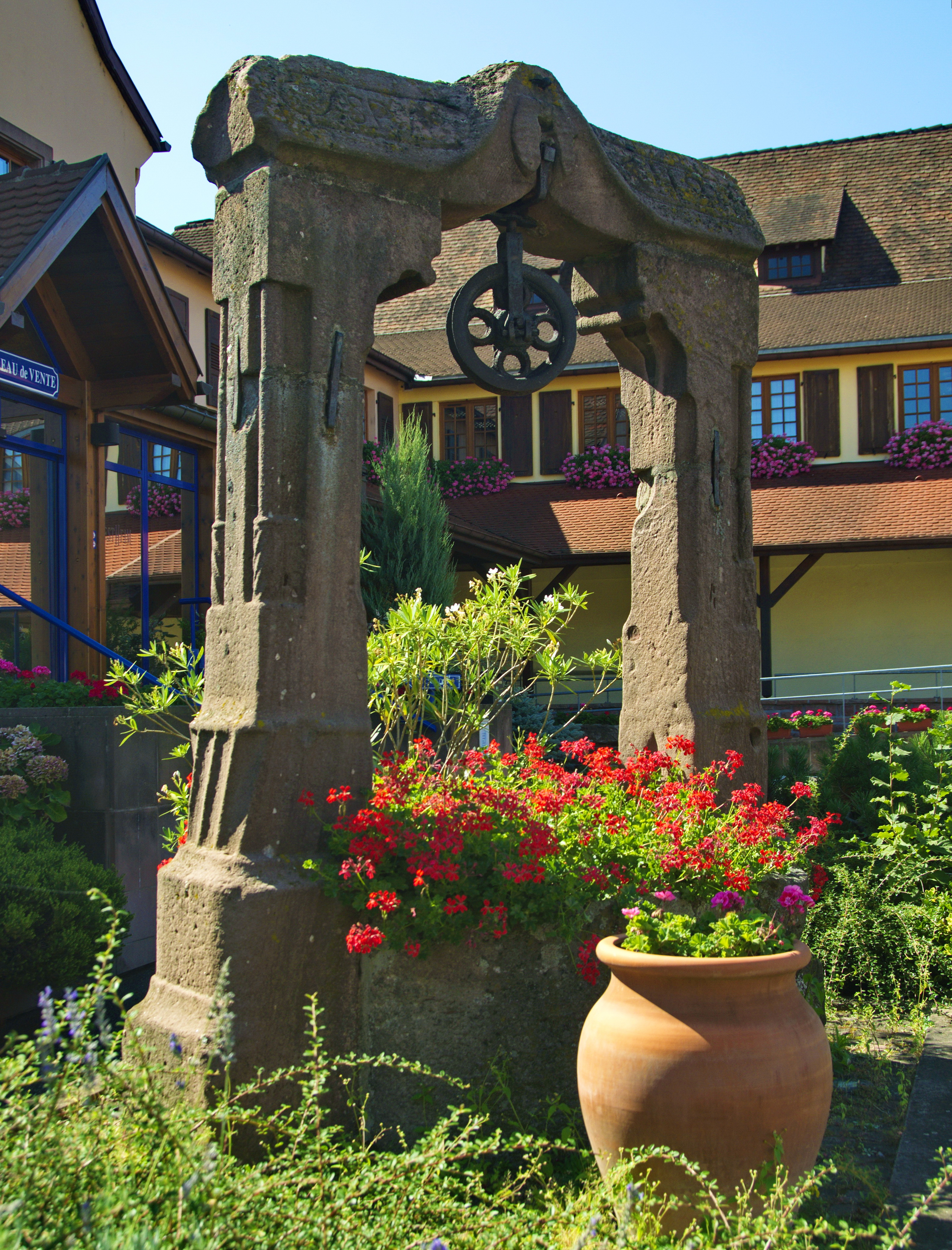
Puits du XVIe siècle.

- Puits du XVIe siècle, il était autrefois situé sur la commune de Katzenthal. Il a été classé monument historique en 1932[88],[89].
- La gare de Bennwihr (fermée) se trouve à l'extrémité sud-est de la commune, dans la zone d'activité située à 5 km du centre.

### Héraldique
| Blason de Bennwihr | Les armes de Bennwihr se blasonnent ainsi : « D'azur à la croix d'argent. » C'est Louis XIV qui octroie les armoiries au village en 1696, mais "la porte d'azur à une croix d'argent" confirmait en fait le sceau utilisé par la commune depuis 1662. |